# Schoenoplectiella purshiana
Schoenoplectiella purshiana är en halvgräsart som först beskrevs av Merritt Lyndon Fernald, och fick sitt nu gällande namn av Kaare Arnstein Lye. Schoenoplectiella purshiana ingår i släktet Schoenoplectiella och familjen halvgräs. Inga underarter finns listade i Catalogue of Life.